# Thermonatrite
La thermonatrite est un minéral qui correspond à un carbonate monohydraté naturel de sodium, de formule chimique Na2(CO3) · H2O. Ce minéral assez rare, mais typique des roches évaporites ou des lacs alcalins, de saveur alcaline, apparaît sous forme de cristaux de maille orthorhombique, en efflorescences incolores, transparentes à blanches, parfois grisâtres à jaunâtres, ou encore sous forme de poudres dispersées ou de roche massive dans les dépôts salins des régions désertiques.
Il peut provenir de la déshydratation thermique du natron ou au contraire de l'humidification par la vapeur d'eau du minéral natrite ou carbonate de sodium anhydre. On le trouve aussi, mais beaucoup plus rarement, en petites veinules dans les roches ignées.

## Description et géotype
Le minéral a été décrit en premier acception officielle de façon minéralogique par Wilhelm, chevalier de Haidinger en 1845 dans des échantillons des dépôts des fumerolles du Vésuve. Il est nommé Thermonatrit par ce chimiste cristallographe parce que ce corps composé se transforme à l'air libre et humide en roche ou minéral natron ; il le représente ainsi dans des conditions thermiques, au sein de la Terre chaude. Le mot allemand vient des termes grecs scientifiques thermos (chaleur) et natron (le minéral), avec le suffixe « ite ». On peut aussi interpréter cette dénomination comme le minéral de stockage produit par la déshydratation thermique du natron. Notons que le terme chimique français était la soude carbonatée prismatique, correspondant à l'allemand das Prismatisches Natronsalz.
Le minéralogiste allemand Friedrich Mohs avait toutefois décrit en 1825 cette matière-là auparavant, mais sa description avait achoppé sur une apparition de dimorphisme, causée probablement par le dihydrate ou heptahydrate de soude ou de carbonate de sodium. Il cristallise souvent artificiellement avec ce dernier.
Le minéral a aussi été décrit par les minéralogistes européens, le Suisse Jean Charles Galissard de Marignac, l'Anglais William Hallowes Miller et le Français Alfred Des Cloizeaux. Le dernier l'a observé à la surface d'une lave volcanique en Guadeloupe.

## Propriétés physiques et chimiques
Le minéral naturel  Na2CO3 · H2O, de caractéristiques physico-chimiques assez similaires à celles du trona, est fixe et stable à l'air sec.
L'analyse chimique pondérale donne en masse 50 % Na2O, 35,5 % CO2 et 14,5 % H2O.
Les cristaux sont parfois assez peu sectiles.
Le minéral fond facilement. Mis en tube fermé et chauffé, un dégagement d'eau issu de la structure minérale se produit, avant un dégagement de gaz carbonique CO2. Chauffé au chalumeau, le minéral très fusible colore la flamme en jaune intense, fait caractéristique indicateur d'ion sodium.
La thermonatrite est très soluble dans l'eau, avec une réaction alcaline. Sa dissolution engendre une eau alcaline. Elle est soluble avec effervescence dans les acides.

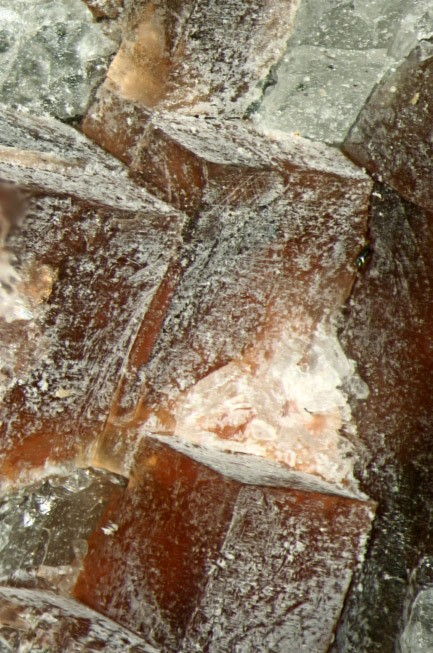
Cristaux pseudo-cubiques millimétrique de villiaumite avec revêtement blanc à base de thermonatrite, Carrière Poudrette-Desourdy du Mont Saint-Hilaire, Rouville RCM, Montérégie, Québec.

La thermonatrite ne peut être que le produit de la cristallisation d'une solution aqueuse de carbonate de sodium qu'à une température d'équilibre supérieure à 25 °C.

## Cristallochimie et cristallographie
Les faces formées les plus communes sont (110), (120), (201) et (111). Les cristaux artificiels sont souvent allongés sur l'axe c, parfois aplatis suivant (001). Ainsi les fines lamelles cristalline sur (001), également tabulaire sur (010) et toujours allongées sur (100) obtenue au labo.
Le plan des axes optiques et parallèles à (010). La bissectrice aiguë est perpendiculaire à (100). 

## Gîtologie et gisements
Selon Alfred Lacroix, la thermonatrite est le principal minéral qui se produit par exposition à l'air sec et chaud du natron.

### Dépôts d'évaporites
Il peut être produit par l’assèchement à l'air chaud des efflorescence du natron. Il se trouve ainsi dans les sols à croûte saline du Soudan. Apparue dans le désert ou au cours de l’assèchement des lacs salins ou alcalins, la thermonatrite ne se présente qu'en masses pulvérulentes et efflorescence. Il s'agit d'un aspect spécifique.
Elle est communément associée au natron, au trona, à la halite.

### Gisements abondants ou caractéristiques
- Australie

Australie du sud
- Autriche

Mine de sel de Seewinckel, Burgenland
Brixlegg - Rattenberg, vallée de l'Inn, Tyrol
- Bolivie

Potosi
- Botswana
- Canada

Atlin ou district de Clinton, Colombie britannique
Carrière Poudrette, Mont-Saint-Hilaire, Québec
- Chine

Région autonome du Tibet
Région autonome du Xingjiang
Mongolie intérieure
- Chili
- Égypte

région des lacs natron ou des lacs amers, Memphis
- États-Unis

Lacs Deep Springs, Keeler et Owens, comté d'Inyo, Lac Searles dans le comté de San Bernardino, dépôt de Koehn dans le comté de Kern et Lac Borax du comté de Lake, Californie
Lac Soda, Vallée San Luis, Alamoso, Colorado
Nevada
Alkali Lake, Oregon
comté d'Okanogan, état de Washington
- Éthiopie

Lac Shalah
- Groenland

complexe intrusif Ilimaussaq
- Hongrie
- Iran
- Italie

Vésuve, Campanie
- Kenya

Bassin du Lac Bogoria, Vallée du Rift
- Libye

Fezzan
- Madagascar
- Mexique

Lac Texcoco, province de Mexico
- Mongolie

désert du Gobi
- Russie

péninsule de Kola
- Suisse

Mine de Bex
- Tanzanie

Lac Natron, Arusha
- Tchad
- Tchéquie

Mine de Jachymov
- Turkménistan
- Turquie
- Turkménistan